# Patricio Simoni
Carlos Patricio Simoni (Resistencia, 3 settembre 1971) è un ex cestista argentino.

## Carriera
Con l'Argentina ha disputato i Campionati americani del 1997 e i Campionati mondiali del 1998.